# روبيرتو بارونيو
روبيرتو بارونيو (Roberto Baronio)، (مانيربيو بمقاطعة بريشا، في 10 ديسمبر 1977)، لاعب كرة قدم إيطالي.
بدأ مسيرته الكروية مع نادي بريشا في عام 1994، ولعب معهم حتى عام 1996، وشارك معهم في 33 مباراة وسجل هدف واحد، وفي عام 1996 انتقل إلى نادي لاتسيو، ولعب معهم حتى عام 2001، وشارك معهم في 34 مباراة، وقد أعير في موسم 1997/1998 إلى نادي فيتشينزا، ولعب معهم 13 مباراة، وأعير في موسم 1999/2000 إلى نادي ريجينا، ولعب معهم 31 مباراة وسجل 3 أهداف، وفي موسم 2001/2002 لعب مع نادي فيورنتينا، وشارك معهم في 21 مباراة وسجل هدف واحد، وفي موسم 2002/2003 انتقل إلى نادي بيرودجا، ولعب معهم 11 مباراة، وفي عام 2003 انتقل مع نادي كييفو، ولعب معهم حتى عام 2005، وشارك معهم في 50 مباراة وسجل هدف واحد، ومنذ عام 2005 وهو يلعب مع نادي لاتسيو.
و قد بدأ باللعب مع منتخب إيطاليا لكرة القدم في عام 2005.

## روابط خارجية
- روبيرتو بارونيو على موقع الاتحاد الدولي (مؤرشف)  (الإنجليزية)
- روبيرتو بارونيو على موقع قاعدة بيانات كرة القدم.إي يو (الإنجليزية)
- روبيرتو بارونيو على موقع ليكيب (الفرنسية)
- روبيرتو بارونيو على موقع ناشيونال فوتبول تيمز (الإنجليزية)
- روبيرتو بارونيو على موقع عالم كرة القدم.نت (الإنجليزية)
- روبيرتو بارونيو على موقع كووورة
- روبيرتو بارونيو على موقع أوليمبيديا (الإنجليزية)